# الحزمة (مسلسل)
الحزمة (بالكورية: 더 패키지) هو مسلسل تلفزيوني كوري جنوبي من بطولة لي يونهي، جونغ يونغ هوا، تشوي وو-شيك ويون بارك. عرض المسلسل على شبكة جاي تي بي سي في 13 أكتوبر 2017.

## روابط خارجية
- الحزمة على موقع IMDb (الإنجليزية)
- الحزمة على موقع كينوبويسك (الروسية)
- الحزمة على موقع قاعدة بيانات الفيلم (الإنجليزية)